# Гавриїл II Константинопольський
Гавриїл II (грец. Γαβριήλ Β΄ ; розум. 3 грудня 1659) — патріарх Константинопольський протягом одного тижня 1657 року. Надалі — митрополит Прусський (1657—1659). Повішений турками, зарахований до лику святих.

## Біографія
Про місце та дату народження Гаврила та його раннього життя мало що відомо. Гавриїл був поставлений митрополитом Ганоса та Хори 23 березня 1648 року. На чолі цієї митрополії він залишався до 1651, а потім знову очолив її в 1654 році. Після того, як патріарх Парфеній III був страчений турками, Гаврило II 23 квітня 1657 був поставлений новим патріархом. Його кандидатуру, мабуть, активно підтримувала чимала частина греків- фанаріотів. Проте, через тиждень він був скинутий, за офіційною версією тому, що Священний синод Константинопольської православної церкви вважав його недостатньо освіченим у богословських питаннях і не придатним для патріаршого престолу.
Після цього Гаврило, зберігши за собою кафедру митрополита Ганоса і Хори, також очолив як проедр Прусську митрополію, тоді як Парфеній IV з Пруської митрополичої кафедри був зведений на патріарший престол. Через два роки єврейська громада міста Пруси направила султану донос на митрополита Гавриїла, звинувативши його в тому, що він таємно хрестив мусульманина (християнам в Османській імперії заборонявся прозелітизм щодо мусульман). За іншими даними, насправді він хрестив єврея, якого донощики «перейменували» на мусульманина заднім числом, щоб справити враження на турецьку владу.
Султан Мехмед IV та його великий візир Мехмед Кёпрюлю перебували тоді Бурсі (Прусах), і донос було передано безпосередньо їм. Оскільки Гавриїл II був відомий своїми проросійськими симпатіями, а відносини між імперією Османа і Московським царством були у фазі загострення, великий візир вирішив «повірити» доносу. Митрополит Гаврило був заарештований і ув'язнений. Великий візир, як він робив це вже неодноразово, запропонував митрополиту прощення та почесті в обмін на публічний перехід в іслам, але той відмовився, був підданий тортурам, і зрештою повішений у Бурсі 3 грудня 1659 року. Надалі був зарахований до лику святих.